# Михкельс, Мадис
Мадис Михкельс (эст. Madis Mihkels; род. 31 мая 2003, Тарту) — эстонский профессиональный шоссейный велогонщик.

## Биография
Мадис учился в основной школе Раатусе в Тарту, которую закончил в 2019 году. Позже в 2022 году закончил гимназию имени Kристьяна Яака Петерсона также в Тарту. Ещё будучи подростком он поставил себе цель стать профессиональным велогонщиком и выступать за команду мирового тура. Для этого он усиленно тренировался и в этом его активно поддерживали родители.

## Карьера
С 2011 года начал тренироваться под руководством Каспара Ауста. 
С 2020 года начали приходить успехи на Чемпионате Эстонии по велоспорту в групповых и индивидуальных гонках в категории U19. В 2021 году завоевал бронзу на Чемпионате мира во Фландрии в групповой гонке категории U19. 
В 2022 году подписал свой первый профессиональный контракт с эстонской командой Tartu2024 Cycling Team. Однако уже спустя семь месяцев стал стажёром в команде мирового тура Intermarché-Wanty-Gobert Matériaux. В этом же году занял 4-е место в групповой гонке на Чемпионате мира в категории U23. Также был 4-м в генеральной классификации на Туре Эстонии.
С начала 2023 года стал полноценным гонщиком Intermarché-Wanty-Gobert Matériaux. Занял 4-е место в групповой гонке на Чемпионате Европы в категории U23.
В 2024 году занял 10-е место на Париж — Рубе. Это высшее достижение для эстонских велогонщиков на этой однодневке за всю историю.
На Джиро д’Италия 2024 года четыре раза финишировал в десятке сильнейших (6-е, 7-е, 9-е и 10-е место).

## Достижения
2020
2-й на Чемпионат Эстонии — индивидуальная гонка U19
2-й на Чемпионат Эстонии — групповая гонка U19
2021
 Чемпионат Эстонии — индивидуальная гонка U19
 Чемпионат Эстонии — групповая гонка U19
3-й на Чемпионат мира — групповая гонка U19
2022
Тур Эстонии
4-й в генеральной классификации
1-й в молодёжной классификации
1-й этап
4-й на Чемпионат мира — групповая гонка U23
2023
3-й этап Тур Германии
4-й на Чемпионат Европы — групповая гонка U23
2024
3-й  на Чемпионат Европы — групповая гонка
10-й Париж — Рубе
2025
3-й Классика Брюгге — Де-Панне

## Рейтинги
| Год                 | 2022  | 2023  | 2024  |
| ------------------- | ----- | ----- | ----- |
| Мировой рейтинг UCI | 273-й | 354-й | 136-й |
| Европейский тур UCI | 222-й | -     | 109-й |
|                     |       |       |       |
| Источник: UCI       |       |       |       |

## Проишествия
2 января 2023 года Мадиса Михкельса сбил автомобиль, который задел его боковым зеркалом, нанеся глубокий порез в области поясницы.